# Chelidonura varians
Chelidonura varians é uma espécie de gastrópode  da família Aglajidae.
Pode ser encontrada na Indonésia, Austrália e Ilhas Fiji.